# Monte Cinto (navire de 1984)
Cet article concerne le roulier mis en service en 1984. Pour le cargo de 1969, voir Monte Cinto (navire de 1969). Pour le sommet corse, voir Monte Cinto.
Le Monte Cinto, est un navire mixte construit de 1982 à 1984 par les Ateliers et chantiers du Havre pour la SNCM. Il tient son nom initial du Monte Cinto, point culminant de la Corse. Tout d'abord affecté au transport de fret entre Marseille et la Corse, il sera aménagé en 1987 pour transporter des passagers. Vendu en 2010 à la société mexicaine Baja Ferries, le navire est renommé Mazatlan Star et navigue dans le golfe de Californie. Il est de nouveau cédé en 2014 à la compagnie chilienne Navimag qui l'exploite dans les fjords de Patagonie sous le nom d‘Eden. Retiré du service en 2019, il est démoli en juillet aux chantiers de Chittagong au Bangladesh.

## Histoire

### Origines
Au début des années 1980, le trafic fret sur Bastia est en constante augmentation, il apparaît nécessaire que la SNCM propose un renfort au Monte Stello et au Porto Cardo de la CMN. En vue de remplacer l’Isère, il s’agit de se déterminer entre un jumeau ou une version allongée du Monte Stello. Quelle que soit la solution, il est impératif que ce navire consomme moins et utilise un carburant plus lourd. D’ores et déjà, la motorisation est donc arrêtée sur des moteurs Pielstick moins puissants. Mais la nouvelle période quinquennale vient de débuter et les subventions sont déjà établies, la décision de la commande est suspendue à l’accord donné par l’État de compenser les surcoûts occasionnés par la construction de ce navire. En effet, d’une part, cette nouvelle unité, dont il est décidé qu’elle sera allongée, est d’un coût plus élevé que le Monte Stello ; d’autre part, la SNCM va devoir déployer sur près de deux ans une flotte de cargos aux coûts d’exploitation plus élevés. Un navire plus long présente l’avantage, outre une capacité de roulage et un port en lourd augmentés, d’être équipé de rampes inclinées au lieu d’élévateurs, permettant ainsi des opérations commerciales plus rapides et des coûts de manutention moindres. Grâce à ces dimensions, la forme de carène permet de réduire la résistance au déplacement et la puissance nécessaire à la propulsion est réduite de l’ordre de 20% pour une vitesse de 19 nœuds. Avec un tirant d’eau également supérieur, le navire peut être équipé d’hélices plus grandes, à la vitesse de rotation moins élevée et au rendement amélioré. Enfin, l’adjonction d’un bulbe d’étrave est un facteur supplémentaire d’économie de combustible (de l’ordre de 2%).
La mise en service d’un navire plus grand élimine le renfort d’un navire comme de L’Aude hors saison, réduisant ainsi sensiblement les coûts d’exploitation. Cette dernière caractéristique apparaît très importante, car la SNCM pourra amortir plus aisément le surcoût de construction d’une telle unité par rapport à celui d’un jumeau du Monte Stello.
Un premier appel d’offres est lancé le 10 décembre 1980 pour un roulier de 136 mètres avec différentes variantes envisagées. Un second appel sera lancé, car la solution avec 36 convoyeurs sera finalement privilégiée. Ce sont les Ateliers et Chantiers du Havre qui sont retenus, mais en raison du plan de charge de ces chantiers, la livraison ne pourra s’opérer qu’en février 1984 au lieu d’octobre 1983. Selon la tradition au sein de la SNCM, le cargo est baptisé du nom d'un sommet corse, le Monte Cinto, point culminant de l'Île de Beauté. Il est le deuxième navire de la compagnie à porter ce nom, après le Monte Cinto de 1969.

### Construction
Le contrat de construction entre les ACH et la SNCM est signé le 31 août 1982. La mise sur cale a lieu le 22 septembre 1982. Le navire est lancé le 11 juin 1983. Les essais à la mer se déroulent du 3 au 5 avril 1984. Il est livré le 10 avril 1984.

### Service

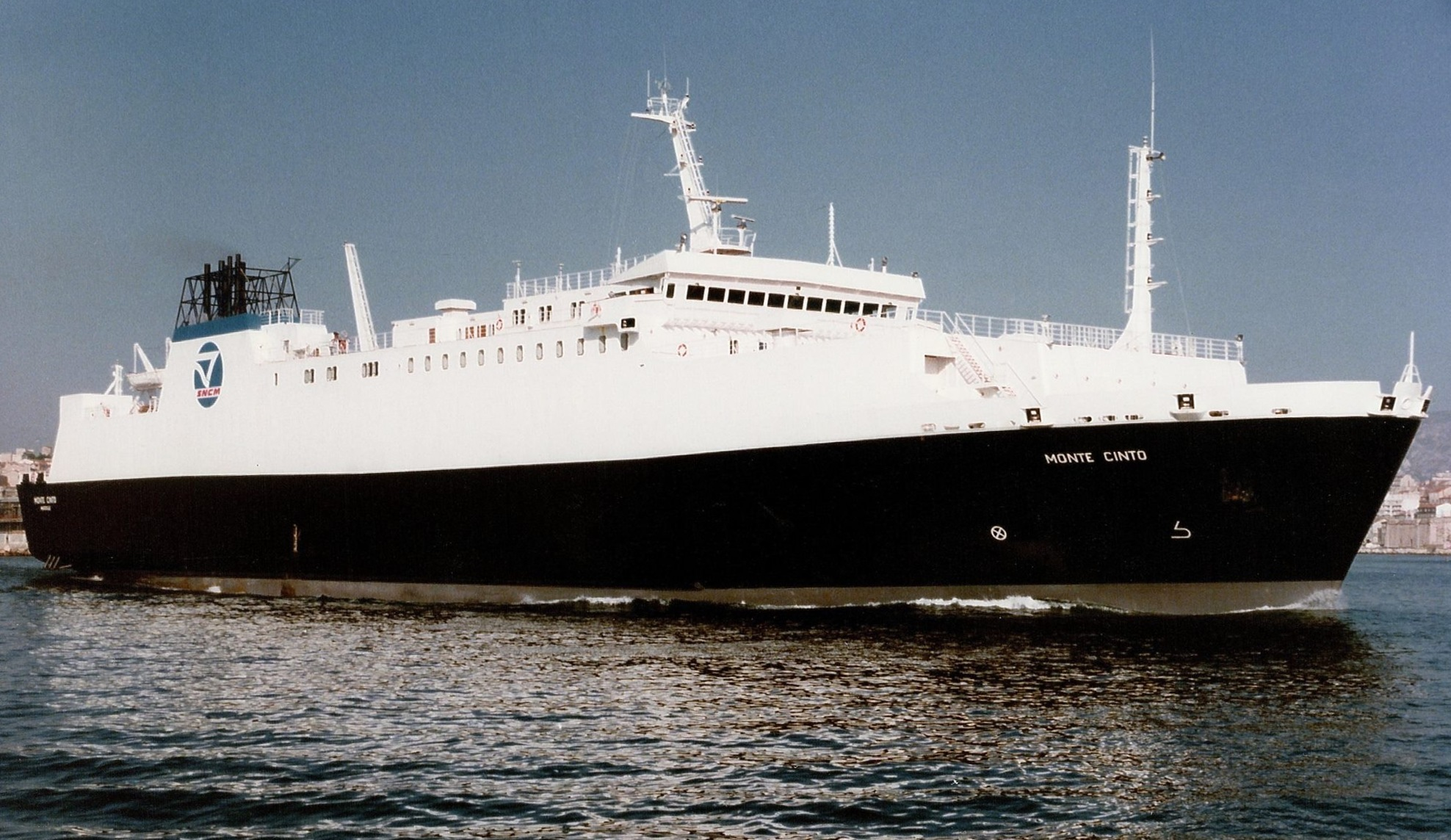
Le Monte Cinto au début de sa carrière.

Le 10 avril 1984, le Monte Cinto, sous les ordres du commandant Pellicot, quitte Le Havre à 17h30 pour Marseille. Le navire arrive pour la première fois dans son port d’attache le 15 avril à 9h10. Le nouveau cargo de la SNCM appareille de Marseille le 17 avril à 18h30 pour son premier voyage commercial, à destination de Bastia.
Au bout d’un mois d’exploitation, le navire répond aux attentes de la compagnie et s’avère extrêmement performant au point de vue commercial. La disposition des rampes apporte une souplesse, une efficacité et une rapidité accrues lors des opérations commerciales. L’installation des cuves à vin est très commode et appréciée des caristes.
Le 6 juin, le Monte Cinto est baptisé à Bastia, à 11h40. La bénédiction est faite par le chanoine Colombani, la marraine du navire est Mme Ceccaldi, épouse du président de l’Office des transports de la région Corse.
Le 14 mai 1987, un contrat pour la réalisation de modifications à apporter au navire est signé entre les ACH et la SNCM. Les travaux, réalisés à Marseille par la Compagnie marseillaise de réparations (alors filiale des ACH), porteront sur l’augmentation de la capacité passagers, passant de 36 à 111, répondant ainsi au nouveau cahier des charges imposé par la future délégation de services publics. Cette augmentation nécessite la modification d’une partie des installations existantes sur le pont abri et l’adjonction d’un roof sur les ponts abri et passerelle arrière, de façon à installer les cabines et les sanitaires nécessaires et à augmenter la capacité de restauration. Les travaux s’étalent du 5 septembre au 10 novembre. Ils consistent à l’aménagement de 10 cabines de 1re classe avec sanitaires complets, 14 cabines de 2e classe avec lavabo, d’une salle à manger et d’un bar-salon. Remis en service, le navire est présenté à Ajaccio le 13 novembre et à Bastia le 16 novembre.
À l’issue de la saison 1988, la clientèle aura répondu favorablement aux nouvelles installations proposées par le Monte Cinto. En effet, le coefficient de remplissage sera de 83,89% en août, soit 2 265 passagers.
Lors de la mise en service du Monte d'Oro, en juillet 1991, le Monte Cinto est déplacé sur la ligne d'Ajaccio.
Lors de l’arrêt technique du 10 au 30 septembre 1991, la marque commerciale SNCM Ferryterranée est peinte sur la coque.
Le 13 septembre 1996, alors qu’un fort courant d'arrachement sévit dans le port d’Ajaccio, le Monte Cinto tente d’accoster au quai des Trois Maries sud puis au quai des Capucins nord. Une aussière se rompt ce qui blesse un matelot posté à la manœuvre arrière. Le navire, dans l’impossibilité d’accoster, mouille alors sur rade ; le matelot est évacué par hélitreuillage.
À l'occasion de la mise en service du Pascal Paoli sur la ligne de Bastia, le Paglia Orba est déplacé sur la desserte d'Ajaccio à la place du Monte Cinto qui est affecté à la desserte de la Balagne.
Entre le 20 et le 22 juin, puis entre le 4 et le 7 juillet 2003, le Monte Cinto effectue un aller retour entre la Corse et le port espagnol de Tarragone afin d’acheminer des voitures neuves.
Lors de l’arrêt technique du 11 février au 12 mars 2005, le Monte Cinto, parmi d’autres travaux, est repeint aux nouvelles couleurs de la SNCM.
Entre le 30 avril et le 3 mai, puis entre le 14 et le 17 mai, le Monte Cinto effectue de nouveaux le convoyage de voitures neuves entre Fos-sur-Mer et Civitavecchia en Italie, avec à chaque fois un retour lège sur Marseille.
En 2009, le navire mixte atteint la limite d'âge imposée par la Collectivité territoriale de Corse. Remplacé au sein de la flotte par le Jean Nicoli, le Monte Cinto cède son affectation sur la Balagne au Monte d'Oro. Le navire est alors désarmé en forme 10 de Mourepiane.
Le 18 juin 2010, le Monte Cinto est remis en service en remplacement du Jean Nicoli, en avarie, et appareille pour Porto-Vecchio. Il assure par la suite la desserte de L'Île-Rousse.
Le 4 juillet dans la soirée, le Monte Cinto appareille de L'Île-Rousse et quitte définitivement la Corse. Il est désarmé dès le lendemain après avoir regagné la forme 10 de Mourepiane.
En octobre 2010, le Monte Cinto est vendu à l'armement français Unishipping et exploité par la compagnie mexicaine Baja Ferries.
Le 29 novembre, l’ex-Monte Cinto, devenu Mazatlan Star, quitte le poste 115 du port de Marseille à destination de La Paz au Mexique. Il est affecté à la liaison entre les ports de La Paz et Mazatlán dans le Golfe de Californie.
Le navire est acquis en février 2014 par la compagnie chilienne Navimag Carga et renommé Eden. Il navigue alors entre les villes de Puerto Montt et de Puerto Chacabuco dans le fjord Aisén.
L‘Eden est retiré du service en 2019. Le 28 avril, il est rebaptisé Den et passe sous pavillon des îles Palaos.
Vendu à la démolition, le navire quitte définitivement le Chili le 5 mai. Après avoir traversé l'océan Atlantique Sud, il escale le 28 mai à Durban en Afrique du Sud afin d'avitailler puis appareille ce même jour à destination du Bangladesh. Arrivé à sa destination finale le 24 juin, il est mouillé au large de Chittagong. Il rejoint ensuite le chantier de démolition et est échoué le 23 juillet sur la plage puis démantelé durant l'été.

## Aménagements

### Locaux communs
À l'origine le Monte Cinto n'était pas équipé pour le transport de passagers, cependant, les travaux de 1987 visant à transformer le cargo en navire mixte voient l'ajout d'installations. Ainsi, le navire est équipé d'un restaurant et d'un bar-salon au pont 5.

### Cabines
Le Monte Cinto était initialement aménagé pour transporter 36 convoyeurs. Lors de la refonte de 1987, 50 cabines sont ajoutées dont 14 avec salles de bains.

## Caractéristiques
L'Eden mesure 136,04 mètres de long pour 22,52 mètres de large, son tirant d'eau est de 6,40 mètres et sa jauge brute est de 14 798 UMS. Le navire peut embarquer 111 passagers et possède un garage de 1 200 mètres linéaires de roll pouvant également contenir 35 véhicules et accessible par une porte-rampe arrière de 14,50 m de long et 12 m de large. Il est entièrement climatisé. Il possède 2 moteurs diesel semi-rapides SEMT-Pielstick 8PC2.6L 400, 8 cylindres en ligne développant une capacité de 8 800 kW entraînant 2 hélices à pas orientable KaMeWa faisant filer le bâtiment à plus de 18 nœuds. Le navire mixte est en outre doté de deux propulseurs d’étrave KaMeWa de 590 kW et de stabilisateur à ailerons repliables ACH. Le navire est pourvu de deux embarcations de sauvetages fermées de taille moyenne, complétées de nombreux radeaux de survie.

## Lignes desservies
À sa mise en service, en 1984, le Monte Cinto était affecté aux transports de marchandises entre les ports de Marseille et de Bastia. À partir de 1987, le navire transporte également des passagers.
En 1991, le cargo mixte est déplacé sur la desserte d'Ajaccio au départ de Marseille.
En 2003, le Monte Cinto est affecté sur L'Île-Rousse.
Vendu en 2010 à l'armateur Unishipping, le navire, renommé Mazatlan Star navigue sous les couleurs de la compagnie mexicaine Baja Ferries entre La Paz et Mazatlán.
De 2014 à 2019, le cargo mixte effectue les liaisons entre Puerto Montt et de Puerto Chacabuco sous les couleurs de la compagnie chilienne Navimag et le nom d'Eden.